# Callista
Pour les articles homonymes, voir Callista (homonymie).
Genre
Callista est un genre de mollusques bivalves marins de la famille des Veneridae.  

## Historique
Le genre Callista est décrit en 1791 par Josepho Xaverio Poli. 
L'espèce Callista chione est connu sous le nom vernaculaire de vernis.

## Liste des espèces
N.B. : cette liste est peut-être incomplète.
- Callista brevisiphonata
- Callista chione (Linnaeus, 1758) - vernis
- Callista eucymata (Dall, 1890)

Selon ITIS:
- Callista chione (Linnaeus, 1758)
- Callista eucymata (Dall, 1890)

Selon Paleobiology Database (27 octobre 2019):
- Callista (Callista)
  - Callista (Callista) chinensis
  - Callista (Callista) chione
  - Callista (Callista) elegans Lamarck, 1806, la cythérée élégante - Éocène de la France, de l'Espagne et du Royaume-Uni
  - Callista (Callista) perovata
- Callista (Microcallista)
  - Callista (Microcallista) ariakensis
  - Callista (Microcallista) proxima
- Callista annexa
- Callista diemenensis
- Callista elongatotrigona
- Callista gigantea
- Callista kitsoni
- Callista mcgrathiana
- Callista planatella